# Кюре Мелик
Кюре Мелик (ок. 1340 — 1410) — классик лезгинской поэзии XIV—XV веков.

## Биография
Информация о родном селе поэта разнится: согласно одним преданиям — это Курах, другие же называют им аул Курхюр.
Родился и жил в XIV—XV веках. К сожалению, до наших дней дошло мало информации о нём, в основном в виде народных легенд и преданий, однако то, что все же сохранилось, позволяет оценить его творчество как настоящий глас простого лезгинского народа, его чаяний, проблем и трагедий, а жизненный путь — как подвиг во имя родной земли.
В одном из сказаний говорится: Курхуьр был уничтожен Тамерланом и его прислужниками. В то время в селе жил известный шаир, его звали Куьре Мелик. Мелик увидел, что творили прислужники Тамерлана и возглавил своё село против захватчиков. Когда он попался к ним в плен, враги повалили его на землю, связали и избили. Поэта пытали, поднося к его ранам и глазам огонь. Затем поэта заточили в зиндане, где не кормили и не поили. Дух поэта смог это все стерпеть. Когда лезгины освободили село от врагов, Кюре Мелик уже был слеп.

## Стихи
- «Къул хуьз экъечI»
- «Мусибатнаме»
- «Гьамиша хьухь викIегь, кьегьал»
- «Вун бахтунин рекье хьухь»
- «Ярдин дидар»
- «Медресада кIелайбурун арада вич кьилин виниз»
- «Вун амачиз, шехьзава вахъ саздин симер, масан зи яр»